# Empire ottoman aux Jeux olympiques de 1912
L’Empire ottoman participe pour la première fois en tant que nation aux Jeux olympiques d'été de 1912 à Stockholm en Suède avec une délégation propre composée de deux Arméniens, Mkrtich Mkryan et Vahram Papazyan.
Une précédente participation en 1908 est parfois envisagée mais il n’est pas certain que le gymnaste ottoman indiqué ait participé aux Jeux à Londres.